# Testaccio

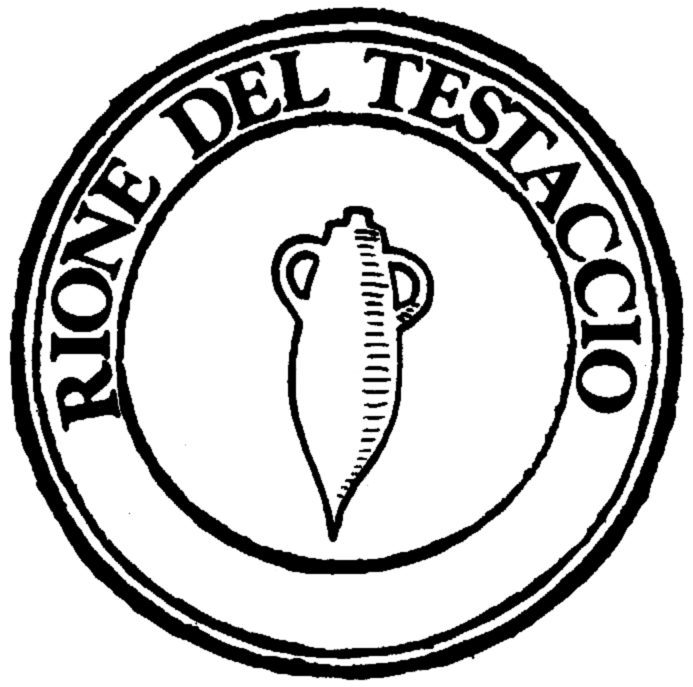
Testaccios emblem

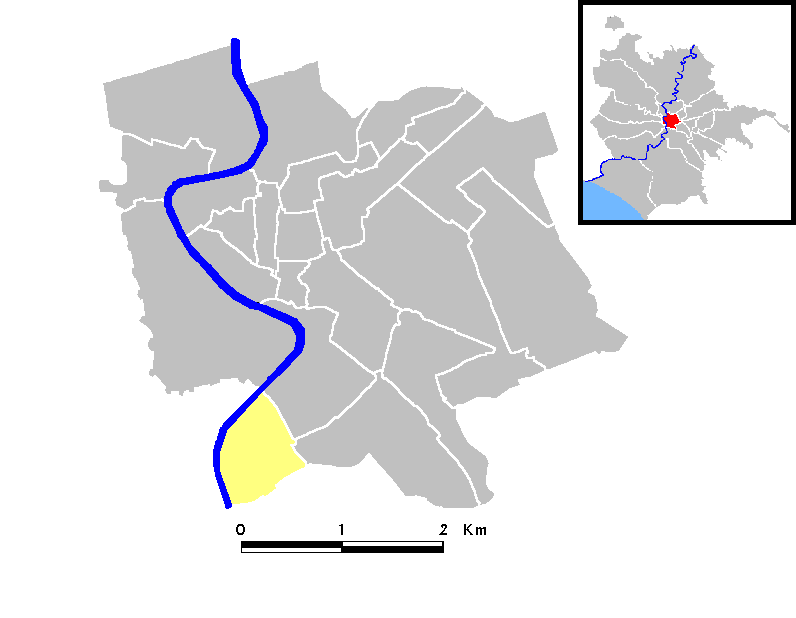
Staden Rom med rione Testaccio markerat med gul färg

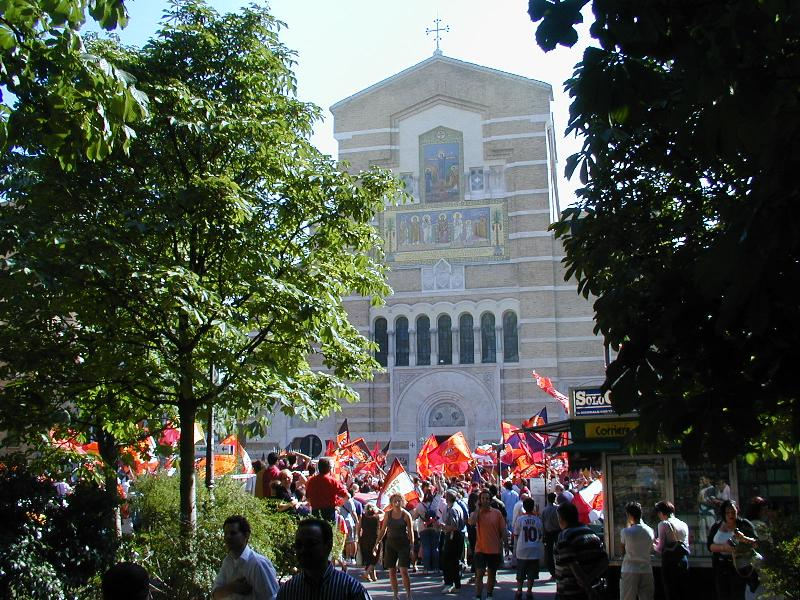
Kyrkan Santa Maria Liberatrice

Testaccio är en stadsdel i Rom och tillika Roms tjugonde rioni.
Testaccio är beläget vid Tiberns vänstra strand söder om centrum och ungefär mittemot stadsdelen Trastevere. Stadsdelen är ursprungligen en arbetarstadsdel för dem som arbetade vid stadens slakterier som var i drift här från 1890 till 1972. Testaccio är känt för Monte Testaccio, en konstgjord kulle byggd av skärvor från den under antiken här belägna flodhamnen.
I Testaccio finns två kyrkor, tegelbasilikan Santa Maria Liberatrice och den lilla Santa Maria della Divina Provvidenza.

## Monument
- Protestantiska kyrkogården
- Monte Testaccio
- Porta San Paolo